# Lambda Serpentis
Lambda Serpentis (27 Serpentis) é uma estrela na direção da constelação de Serpens. Possui uma ascensão reta de 15h 46m 26.75s e uma declinação de +07° 21′ 11.7″. Sua magnitude aparente é igual a 4.42. Considerando sua distância de 38 anos-luz em relação à Terra, sua magnitude absoluta é igual a 4.07. Pertence à classe espectral G0Vvar.